# Opis taksacyjny
Opis taksacyjny – część danych inwentaryzacyjnych planu urządzenia lasu, obejmuje charakterystykę lasów i gruntów. Zawiera m.in.:
- dokładną lokalizację drzewostanu z podaniem nazwy nadleśnictwa, obrębu leśnego, leśnictwa, numeru oddziału i litery pododdziału, z uwzględnieniem podziału terytorialnego kraju,
- rodzaj użytku gruntowego i jego powierzchnię (areał),
- opis siedliska leśnego, w tym:
  - terenu: rzeźby terenu, wystawy, nachylenia,
  - gleby: (typu, podtypu, gatunku),
  - pokrywy gleby: (naga, ścioła, zielna, mszysta, mszysto-czernicowa, zadarniona, silnie zadarniona, silnie zachwaszczona)
  - zagrożeniach siedliska itp.
- cele gospodarowania w lasach:
  - hodowlany - wyrażony w postaci typu gospodarczego drzewostanu,
  - techniczny - wyrażony w postaci wieku rębności drzewostanu,
- opis drzewostanu, w tym udział gatunkowy, wiek, stan zdrowotny i techniczny, budowę  pionową drzewostanu, stopień pokrycia powierzchni, występujące osobliwości przyrodnicze (pomniki przyrody, stanowiska roślin rzadkich i chronionych), powierzchnie nie tworzące wydzieleń: gniazda, luki, kępy oraz inne cechy charakterystyczne dla środowiska przyrodniczego lub ważne dla gospodarki leśnej,
- elementy charakterystyki lasów i gruntów przeznaczonych do zalesienia wyrażane w postaci liczbowej, w tym średnie wymiary drzew, bonitację drzewostanów, miąższość i przyrost miąższości grubizny,
- określenie wskazań gospodarczych na gruncie przez sporządzającego opis taksacyjny.

Syntetycznym zakończeniem opisu taksacyjnego są wskazania gospodarcze.
Wykonywanie opisu to taksacja leśna.